# Pseudochirulus forbesi
Il coda ad anello dipinto (Pseudochirulus forbesi Thomas, 1887) è un marsupiale arboricolo della famiglia degli Pseudocheiridi.

## Descrizione
Come indica il nome, il coda ad anello dipinto è uno dei rappresentanti più variopinti della famiglia degli Pseudocheiridi. La colorazione generale è grigio-brunastra, più o meno scura, sul dorso e bianca sul ventre. Si caratterizza per la presenza di una sorta di «maschera» costituita da peli bruno-nerastri sulla faccia: essa contorna il volto da un orecchio all'altro; anche il naso è dello stesso colore di questi peli, e da esso parte una sottile striscia scura che attraversa la fronte. Le zone della faccia circondate dalla maschera sono di colore rossiccio.

## Biologia
La coda prensile dei coda ad anello dipinti ha la parte terminale, come indica il nome, curvata a forma di anello; questi animali sono notturni, durante il giorno restano nascosti nelle cavità degli alberi o in nidi formati da foglie e corteccia d'albero, e si nutrono di frutti, foglie, fiori, insetti e piccoli vertebrati. Il marsupio ha l'apertura anteriore e le femmine partoriscono uno o due piccoli per volta.

## Distribuzione e habitat
Il coda ad anello dipinto vive unicamente nelle foreste pluviali della porzione sud-orientale della Nuova Guinea.